# دون مارتينا
دومينيكو فيليبي "دون" مارتينا (1 مايو 1935 - 21 ديسمبر 2024) هو سياسي من كوراساو. شغل منصب رئيس وزراء جزر الأنتيل الهولندية لفترتين. استمرت ولايته الأولى من نوفمبر 1979 إلى أكتوبر 1984 وفترة ولايته الثانية من يناير 1986 إلى يوليو 1988.